# Set Persson
Set Erik Persson, född 5 mars 1897 i Klara församling, Stockholm, död 16 juli 1960 i Enskede församling, Stockholm, var en svensk politiker (kommunist) och fackföreningsman. Persson var riksdagsledamot (andra kammaren) 1941–1944 och fastighetsborgarråd i Stockholm 1946–1950. Efter att ha lämnat Sveriges kommunistiska parti 1953 var Persson 1956 med och bildade Sveriges kommunistiska arbetarförbund, för vilket han var ordförande fram till sin död.

## Biografi
Persson var son till pigan Margareta Persdotter. Han föddes i Stockholm, men kom som fosterbarn till släktingar i Hälsingland, där han växte upp, först i Bollnäs och sedan i Söderhamn. Trots att han hade höga betyg i skolan började Persson arbeta vid 14 års ålder, först vid en kemisk-teknisk fabrik i Söderhamn, innan han 1914 fick anställning vid SJ. Efter att ha fått utbildning i expeditions- och telegrafitjänst arbetade han 1919–1932 som stationskarl vid Söderala station. Han anslöt sig 1916, inspirerad av Jack Londons roman Järnhälen, till det socialdemokratiska ungdomsförbundet. När ungdomsförbundet uteslöts ur det socialdemokratiska partiet 1917 följde han med förbundet i bildandet av Sveriges socialdemokratiska vänsterparti, som efter 1921 kom att heta Sveriges kommunistiska parti. Vid de båda partisplittringarna 1924 och 1929 följde Persson de Kominterntrogna falangerna.
I samband med skotten i Ådalen 1931 ledde Persson en tio dagars storstrejk i Söderhamnsområdet, något som han senare kom att framhålla som den stora händelsen i sitt politiska liv. 1932 talade han vid en demonstration mot strejkbrytare i Sandarne då polisen drabbade samman med demonstranter, sköt skarpt och skadade tre. Persson dömdes därefter till fyra månaders straffarbete, avskedades från sin anställning vid SJ och förlorade alla pensionsförmåner. Han avtjänade sitt straff på Länscellfängelset i Falun. Två gånger erbjöds Persson att bli benådad av regeringen, men avböjde båda gångerna då han ansåg att han inte begått något brott.
Hans arbetskamrater krävde av regeringen att Persson skulle få lindrat straff samt återanställas vid SJ, men väckte inget gehör.
Efter att ha avtjänat sitt straff ägnade sig Persson åt partiarbete på heltid, och 1934 flyttade han till Stockholm. Där blev han invald i partiledningen och började arbeta som facklig och kommunal redaktör för partiorganet Ny Dag, och vid flera tillfällen under 1930-talet kom han att vikariera för partiordföranden Sven Linderot, då denne var sjuk eller på resande fot. Under krigsåren, då det förekom förföljelser av de svenska kommunisterna, uteslöts Persson ur sin fackförening och utsattes flera gånger för polisrazzior. Som riksdagsman från 1941 interpellerade han bl.a. om de s.k. "arbetskompanierna", interneringslägren där kommunister placerades istället för att inkallas till ordinarie militärförband.
Efter de för kommunisterna framgångsrika kommunalvalen 1946 lämnade Persson sin riksdagsplats för att bli det första kommunistiska borgarrådet i Stockholm. Som ansvarig för fastighetsroteln tog han itu med bostadsbristen genom att upprätta nödbostäder och kommunalt bostadsbyggande samt talade om bostadsransonering av större lägenheter. 1947 inrättade han en kommunal bostadsförmedling, där han ofta tog emot de sökande personligen. Som ordförande i polisnämnden förklarade Persson 1948 att han inte avsåg följa regeringens antikommunistiska linje angående polisrekryteringen, utan menade istället att det borde finnas ett antal kommunistiska poliser motsvarande partiets politiska inflytande. Efter nederlaget i kommunalvalen 1950 fick Persson lämna sin borgarrådspost.
Samtidigt rådde stora motsättningar inom partiet. Ledande medlemmar, bl.a. Sven Linderot och Hilding Hagberg, förespråkade samverkan med Socialdemokraterna och hävdade möjligheten av en fredlig, icke-revolutionär väg till socialismen. Persson var en ledande gestalt inom oppositionen mot denna linje, och hade tidvis stort stöd inom partistyrelsen och arbetsutskottet. Han anklagade ledningen för kapitulation och högervridning när man röstade med Socialdemokraterna och deltog i deras första maj-tåg, och på partikongressen 1953 förespråkade Persson en hårdare linje gentemot socialdemokratin. Då han fick kongressen och partiledningen emot sig samt utsattes för en elak ryktesspridning ansåg han sig utmotad och lämnade in partiboken.
Tillsammans med sina meningsfränder, som också uteslutits ur SKP, organiserade Persson studiecirklar. Dessa uppgick i juli 1956 i Sveriges kommunistiska arbetarförbund (SKA), där Persson blev ordförande. SKA förde kampen mot vad man ansåg vara den tilltagande reformismen och revisionismen inom arbetarrörelsen i samband med Josef Stalins död och Nikita Chrusjtjovs maktövertagande i Sovjetunionen, samtidigt som man försvarade proletariatets diktatur och närmade sig Mao Zedong och Kinas kommunistiska parti. Förbundet fick dock ringa anslutning, och samtidigt som Persson sågs som en principfast antirevisionist bland sina anhängare, framstod han för sina meningsmotståndare snarare som en dogmatisk sekterist. Persson var dock inte opåverkad av de nya vindarna inom den kommunistiska rörelsen, och i en artikel i SKA:s tidning Revolt från 1958 argumenterar han mot användandet av dödsstraff i de socialistiska länderna. Att försöka skapa ett revolutionärt, marxist–leninistiskt arbetarparti under reformismens glansdagar och kallt krig visade sig dock omöjligt, och SKA lyckades aldrig bli mer än en liten grupp med ett hundratal medlemmar. 1958 försökte Persson åter bli vald till Stockholms stadsfullmäktige för SKA, men misslyckades. Persson avled 1960, och SKA förde efter hans död en tynande tillvaro för att slutligen upplösas formellt 1967.

## Övrigt
Persson var från 1923 gift med Elna Augusta Ekström (1904–1967). Båda är gravsatta på Skogskyrkogården i Stockholm. Deras son Erik var metallarbetare.
1955 kom Persson och hans son en kvinnlig släkting till undsättning på Götgatan i Stockholm då hon hotades av en desperat revolverman som även hotade skjuta Persson, vilket orsakade stora rubriker.
USA:s ambassad i Stockholm, som övervakade svenska medborgare, gjorde bedömningen att Persson var "kompetent, energisk och respekterad även utanför partiet".
I TV-filmen Skotten i Sandarne (1973) spelas Persson av Kåre Santesson.
En kedja vänsterbokhandlar med namnet "Set Persson" fanns på 1970-talet i Göteborg, Kiruna, Stockholm, Sundsvall och Trollhättan.